# Juban
Juban ist eine philippinische Stadtgemeinde in der Provinz Sorsogon. Sie hat 32.320 Einwohner (Zensus 1. August 2015). Auf Teilen des Gebietes der Gemeinde liegt der Bulusan Volcano National Park und liegt an der Bucht von Sorsogon.

## Baranggays
Juban ist administrativ in 25 Baranggays unterteilt:
| - Anog - Aroroy - Bacolod - Binanuahan - Biriran - Buraburan - Calateo - Calmayon - Carohayon - Catanagan - Catanusan - Cogon - Embarcadero | - Guruyan - Lajong - Maalo - North Poblacion - South Poblacion - Puting Sapa - Rangas - Sablayan - Sipaya - Taboc - Tinago - Tughan |